# Liste des édifices labellisés « Architecture contemporaine remarquable » de l'Eure
Cet article recense les édifices labellisés « Architecture contemporaine remarquable » de l'Eure, en France.
Le label « Architecture contemporaine remarquable » remplace depuis 2016 l'ancien label « Patrimoine du XXe siècle ». Il ne prend en compte que des édifices de moins de 100 ans à la date de labellisation, et qui ne sont pas protégés comme monuments historiques.
Au début 2024, l'Eure compte 13 édifices ainsi labellisés.

## Liste
| Monument                                                   | Commune                    | Adresse                                                        | Coordonnées                      | Notice     | Date | Illustration                       |
| ---------------------------------------------------------- | -------------------------- | -------------------------------------------------------------- | -------------------------------- | ---------- | ---- | ---------------------------------- |
| Cité-jardin des Abattoirs                                  | Bernay                     | Place Sylla-Lefèvre                                            | 49° 05′ 31″ nord, 0° 36′ 14″ est | ACR0000834 | 2001 | Image manquante Téléverser         |
| Maison paquebot                                            | Bernay                     | 83 rue Thiers                                                  | 49° 05′ 29″ nord, 0° 35′ 54″ est | ACR0000835 | 2001 | Image manquante Téléverser         |
| Institution pour handicapés physiques (maison de retraite) | Boulleville                | Rue de la Forge                                                | 49° 21′ 50″ nord, 0° 24′ 20″ est | ACR0000836 | 2002 | Image manquante Téléverser         |
| Archives départementales de l'Eure                         | Évreux                     | 2 rue de Verdun                                                | 49° 01′ 26″ nord, 1° 08′ 47″ est | ACR0000837 | 2002 | Archives départementales de l'Eure |
| Église Saint-Michel                                        | Évreux                     | Rue du Panorama                                                | 49° 01′ 56″ nord, 1° 08′ 43″ est | ACR0000838 | 2001 | Église Saint-Michel                |
| Îlot L                                                     | Évreux                     | Rue de Grenoble Place du Général-de-Gaulle                     | 49° 01′ 34″ nord, 1° 08′ 57″ est | ACR0000839 | 2001 | Image manquante Téléverser         |
| Église Saint-Martin                                        | Lieurey                    |                                                                | 49° 13′ 51″ nord, 0° 29′ 57″ est | ACR0000842 | 2001 | Église Saint-Martin                |
| Garage Citroën                                             | Louviers                   | 4 place Jean-Jaurès                                            | 49° 12′ 37″ nord, 1° 10′ 11″ est | ACR0001548 | 2001 | Garage Citroën                     |
| Église Saint-Martin                                        | Le Manoir                  |                                                                | 49° 13′ 52″ nord, 0° 30′ 10″ est | ACR0000840 | 2001 | Image manquante Téléverser         |
| Hôtel de ville                                             | Saint-André-de-l'Eure      | Place de l'Église                                              | 48° 54′ 44″ nord, 1° 16′ 26″ est | ACR0000844 | 2002 | Hôtel de ville                     |
| Monument aux morts de la Résistance                        | Saint-Étienne-l'Allier     | Rue du Maquis-Surcouf                                          | 49° 16′ 03″ nord, 0° 33′ 23″ est | ACR0000845 | 2002 | Image manquante Téléverser         |
| Sanatorium de la Musse                                     | Saint-Sébastien-de-Morsent | 1 allée Louis-Martin                                           | 49° 00′ 16″ nord, 1° 04′ 53″ est | ACR0000846 | 2002 | Sanatorium de la Musse             |
| Îlot Pasteur                                               | Vernon                     | Rue des Tanneurs Rue aux Huiliers Rue du Soleil Rue d'Albuféra | 49° 05′ 32″ nord, 1° 29′ 02″ est | ACR0000847 | 2001 | Image manquante Téléverser         |